# Internet Safety Act
L'Internet Safety Act et l'Internet Stopping Adults Facilitating the Exploitation of Today's Youth Act (acronyme SAFETY) étaient deux projets de loi aux États-Unis introduits en 2009 exigeant « qu'un fournisseur d'un service de communication électronique ou d'un service informatique à distance conserve pendant une période d'au moins deux ans tous les enregistrements ou autres informations relatives à l' identité d'un utilisateur d'une adresse IP dynamique que le service attribue à cet utilisateur,. »
Aucun des deux projets de loi n'a été adopté par le Congrès.